# Le Bon Roi Dagobert (film, 1963)
Pour les articles homonymes, voir Le Bon Roi Dagobert (homonymie).
Pour plus de détails, voir Fiche technique et Distribution.
Le Bon Roi Dagobert est un film français de Pierre Chevalier sorti en 1963.

## Synopsis
Ayant écopé de cent lignes à écrire sur le roi Dagobert et nourri de bandes dessinées et de télévision, Robert dit Bébert réinvente la vie du célèbre roi et de son ministre Saint Eloi. Dagobert part à la guerre contre Charibert qui veut se faire déclarer roi à la place du jeune Sigisbert. Chilpéric l'alchimiste essaie de faire périr Dagobert, sans succès. Même son espionne « de choc », Clotilde, échoue. Charibert et l'alchimiste enlèvent Sigisbert, Clotilde le fait évader. Les conspirateurs sont emprisonnés. Dagobert rejoint ses quatre reines à qui il en adjoint une cinquième, Clotilde.

## Fiche technique
- Titre : Le Bon Roi Dagobert
- Réalisateur : Pierre Chevalier
- Scénario : Gérard Carlier, Raymond Castans, Jean Manse
- Adaptation : Raymond Castans, Pierre Chevalier, Jean Manse, Albert Valentin
- Dialogues : Raymond Castans
- Assistants-réalisateurs : 1) Roger Dallier, 2) Robert Maurice
- Musique : François Langel, Tommy Desserre
- Direction musicale : Michel Ganot (éditions Leclerc et Cie)
- Image : Robert Le Febvre
- Opérateur : Gaston Muller, assisté de Michel Deloire, Paul Launay, Yves Rodallec
- Montage : Jean-Michel Gautier, assisté de Bernard Bourgouin et Aga Langozky
- Décors : René Renoux, assisté de Pierre Tyberghen
- Son : Jean Bertrand
- Script-girl : Martine Guillou
- Costumes : Jacqueline Guyot
- Costumier : Ferdinand Junker
- Régisseur général : Louis Manella
- Ensemblier : Georges Fontenelle
- Maquillage : Marcel Bordenave, Yvonne Gasperina, Trieste Sarnelli
- Photographe de plateau : Jami Blanc
- Chargé de presse : Richard Balducci
- Affiche inspirée de Reard
- Production : Cineurop Productions (Paris), Filmerc (Rome)
- Directeur de production : Jean Velter
- Distributeur d'origine : The Rank Organisation (filiale française)
- Distributeurs DVD France : Opening (2006); René Chateau (éditeur) Video (2012)
- Ventes mondiales : J.P.B. (Jacques-Paul Bertrand)
- Attaché de presse: Richard Balducci
- Tournage : 17 juin - 28 juillet 1963 dans les studios Pathé Studio Cinéma et aux studios de Boulogne, ainsi qu'au château Orsini-Odescalchi.  à Bracciano dans le Latium, en Italie (figurant le château de Dagobert)
- Tirage : Laboratoire G.T.C Joinville
- Enregistrement sonore dans les studios Marignan
- Procédé : Noir et Blanc, pellicule 35mm (positif et négatif)
- Système sonore : Mono
- Type : Comédie
- Durée : 1 h 35
- Sortie : 20 novembre 1963, à Paris
- Sortie en Italie : 26 décembre 1963
- Visa d'exploitation : 24545
- Censure France: Tous publics
- Affiche : René Ferracci (France)

## Distribution
- Fernandel : Mr. Pelletan, le père de Bébert et le roi Dagobert
- Gino Cervi : Saint Éloi (doublé en français par Henri Vilbert), son ministre
- Bibi Morat : Robert "Bébert" Pelletan et le prince héritier Sigisbert
- Jacques Dufilho : Chilpéric, l'alchimiste borgne et homme de main de Charibert
- Dario Moreno : Charibert, le frère de Dagobert
- Pascale Roberts : Mata – Clotilde, l'espionne
- Marthe Mercadier : Madame Pelletan et Gomatrude, la première reine
- Michel Galabru : Pépin, un proche de Dagobert
- Pierre Doris : Césaric la Crapule, un chef de bande
- Darry Cowl : Richardic, le bourreau
- Georges Lycan : L'espion de grande taille
- Rogers : Le petit espion
- Max Amyl : Le père supérieur
- Jean Tissier : Le grand connétable
- Henri Virlojeux : L'instituteur
- Fernand Rivers Cadet : Un faux pèlerin
- André Tomasi : Un aide du bourreau
- Guy-Henry : Un garde de Charibert
- Gaston Woignez
- Dominique Zardi : Un faux pèlerin complice de Césaric
- Pierre Gualdi : Le frère portier
- Maria-Rosa Rodriguez : L'une des reines
- Anne-Marie Carrière
- Robert Olivieri : Le goûteur